# SiteAdvisor
O SiteAdvisor é um programa desenvolvido pela empresa de segurança computacional McAfee que ajuda a proteger o computador contra sites fraudulentos, phishing, malware, spam e vírus de computador em downloads contidos no site acessado. Também alerta se o site tem excesso de pop-up ou tenta de alguma forma acrescentar alguma coisa ao seu navegador sem o seu consentimento. Basicamente é uma extensão para os navegadores Internet Explorer e Mozilla Firefox. O programa é leve e não deixa o navegador devagar.
Em 2007, o SiteAdvisor ganhou o prêmio PC WORLD ficando no 15º lugar de melhores produtos de 2007.

## Funcionamento
Um pequeno botão fica acoplado em uma pequena parte do navegador, e a medida que o usuário navega pelos sites, automaticamente este botão muda de cor para indicar o grau de risco do site.
Verde quando o programa não encontra problemas no site, 
amarelo quando o programa encontra problema(s) de alerta médio no site, 
vermelho quando o programa encontra problema(s) grave(s) no site. 
O SiteAdvisor também bloqueia automaticamente o acesso caso você entre em um site de alerta grave ou seja automaticamente redirecionado ao mesmo sem seu consentimento. 
Além disso, nos resultados de pesquisa do Google Search e do Yahoo!, um pequeno botão fica ao lado de cada resultado (link) de pesquisa, indicando também através de cores e sinais se aquele site é perigoso ou não. 
Também é possível contribuir com o McAfee SiteAdvisor fazendo algum comentário sobre os sites, alertando se o site pode haver algum problema, enviando algum site para teste ou sendo um analista do SiteAdvisor.